# Galaxia espiral M109
M109 (también conocida como NGC 3992) es una de las espirales barradas tipo “Theta”, que asemeja a un "punto borroso" colocado tan solo a 40 minutos al sudeste de la estrella de magnitud 2.44 Gamma Ursae Majoris (Phad, o Phecda). M109 se encuentra a una distancia de 83.5 ± 24 millones de al.

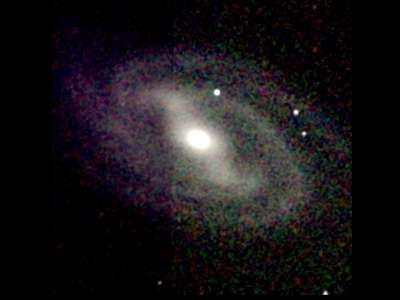
Imagen de la galaxia espiral M109 por el 2MASS.

Este objeto fue observado por primera vez por Pierre Méchain el 12 de marzo de 1781 y por Charles Messier el 24 de marzo de 1781, junto con la M108 cuando midió la M97. Messier anotó el objeto ahora denominado “M109” bajo el número “99” en una versión preliminar manuscrita de su catálogo donde no ocupaba posición alguna y Méchain lo mencionó en una carta a Bernoulli del 6 de mayo de 1783. Pero junto con la M108, no fue agregada al catálogo “oficial” Messier hasta 1953 por Owen Gingerich. William Herschel encontró esta galaxia independientemente el 12 de abril de 1789 y la catalogó como H IV.61 (clasificándola incorrectamente como una nebulosa planetaria)
Kenneth Glyn Jones ha clasificado erróneamente a la M109 en el primer capítulo de su Descripción General como del tipo Sb, mientras que en la descripción de la galaxia, ya le aplica correctamente la clase (tipo Hubble) como SBc. M109 tiene 7-por-4 minutos de arco de extensión angular y una magnitud aparente de 9.5 o 9.6. Visualmente, solo se pueden ver su región central brillante junto con la barra y aparece con forma de pera en telescopios más pequeños, “con grandes sospechas de una textura granular” (Mallas)
De acuerdo con el Catálogo de Galaxias Cercanas de Brent Tully (Nearby Galaxies Catalog), la M109 se encuentra a una distancia de 55 millones de años luz y está retrocediendo a 1142 km/s, forma parte de la nube de la Osa Mayor, una aglomeración gigante pero holgada de galaxias. Tully tomó distancias individuales a partir del cambio hacia el rojo en un modelo que tomaba el flujo central de Virgo en consideración. Sin embargo, la distancia de esta galaxia, puede ser un poco menor, ya que la recesión promedio en esta nube es inferior y parte del sobrante puede corresponder a velocidad peculiar.
En un nuevo artículo, Brent Tully y sus colaboradores (1996) establecieron la existencia de este Cúmulo de la Osa Mayor, como ahora lo llaman, al identificar 79 galaxias miembros (entre ellas la M109)
La supernova denominada 1956A tipo I ocurrió en esta galaxia el 17 de marzo de 1956 y alcanzó una magnitud de 12.8 (o hasta 12.3 según algunas fuentes) en su máximo.
- Nota: Texto reproducido con la autorización del autor AstroSeti